# Filialkirche St. Leonhard bei Pucking

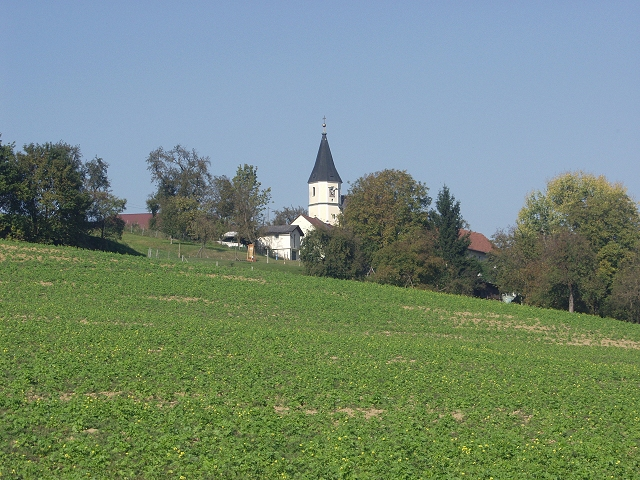
Filialkirche hl. Leonhart in St. Leonhard bei Pucking

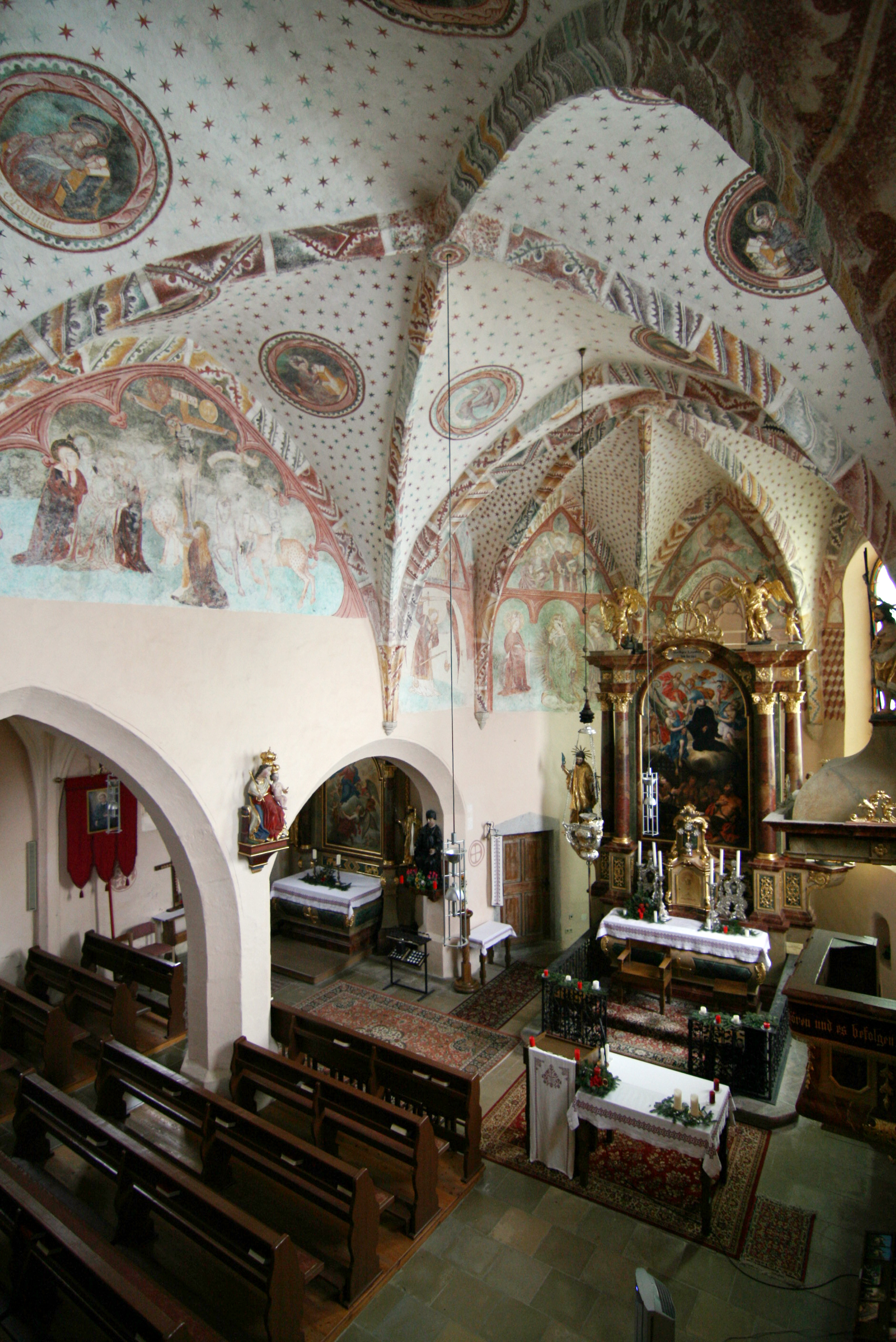
Das Langhaus mit den Sternen in den Gewölbefeldern

Die Filialkirche St. Leonhard bei Pucking steht im gleichnamigen Ort St. Leonhard in der Gemeinde Pucking in Oberösterreich. Die römisch-katholische Filialkirche hl. Leonhard gehört zum Dekanat Traun in der Diözese Linz. Die Kirche steht unter Denkmalschutz (Listeneintrag).

## Geschichte
Die gotische Kirche wurde im Anfang des 15. Jahrhunderts erbaut und zeigt bemerkenswerte gotische Fresken aus der Zeit um 1440/1450.

## Architektur
An das zweijochige kreuzrippengewölbte Mittelschiff des Langhauses schließt in gleicher Breite ein Chor mit einem Fünfachtelschluss an. Das nördliche dreijochige Seitenschiff hat ein Netzrippengewölbe. Das südliche Seitenschiff weist Maßwerkfenster auf. Das Chorschlussfenster ist vermauert. Die weiteren Fenster wurden barockisiert. Das Kirchenäußere zeigt Strebepfeiler. Der mächtige Westturm hat ab dem zweiten Geschoß abgeschrägte Ecken und trägt ein Zeltdach. Das Westportal ist gotisch.
Die gotischen Fresken zeigen sich in allen Gewölben und im oberen Drittel des Langhauses und des Chores. Die Gewölberippen zeigen sich in starkfarbiger ornamentaler Marmorierung. In den Gewölbefeldern zeigen sich zahlreiche Sterne. Im östlichen Langhausjoch sind im Gewölbe acht Rundmedaillons mit Evangelistensymbolen und den Kirchenvätern, hier jedoch anstatt dem hl. Ambrosius der hl. Bernhard zu sehen. Die Langhausnordwand zeigt die Kreuzigung, die Langhaussüdwand die Ölbergszene. Im Chorgewölbe thronen die Sonne und der Mond. An den Chorwänden sind die Darstellungen hl. Michael als Seelenwäger und darüber die Apostelgruppe, links davon die hl. Katharina, rechts davon die hl. Barbara, weiters Muttergottes mit Kind auf einer Mondsichel von einem Strahlenkranz umgeben. Im Chorschluss vermutlich ein Stifter der Kirche, mit einem hl. Bischof, darüber Christus, links der hl. Erasmus, rechts hl. Bischof, darunter ein Würfelmuster, darüber Apostelgruppe. Die Fresken wurden 1946 aufgedeckt und 1946/1947 restauriert.

## Ausstattung
Der barocke Hochaltar und die Kanzel stammen aus dem Jahr 1720, der Altar im Südschiff aus 1721, geschaffen von Johann Georg Derfler. An der Langhausnordwand ist eine barocke Thronende Maria mit Kind, vermutlich nach einem spätgotischen Vorbild geschaffen. Die spätgotische Statue hl. Leonhard um 1490 zwischen Langhaus und Südschiff wurde 1947 restauriert. Das schmiedeeiserne Kommuniongitter ist aus 1720. An der hölzernen Orgelempore und im Südschiff sind spätgotische Reliefs aus dem Anfang des 16. Jahrhunderts als Leihgaben der Oberösterreichischen Landesmuseen angebracht, welche nicht ursprünglich zu dieser Kirche gehören.